# Tramon Williams
Tramon Vernell Williams (Houma, 16 marzo 1983) è un ex giocatore di football americano statunitense che ha militato nel ruolo di cornerback nella National Football League (NFL). Dopo non essere stato selezionato nel Draft NFL 2006 firmò con gli Houston Texans. Al college ha giocato a football a Louisiana Tech.

## Carriera professionistica

### Houston Texans
Williams firmò con gli Houston Texans in qualità di free agent non scelto nel draft il 2 maggio 2006 ma venne svincolato nel corso degli ultimi tagli del roster nella pre-stagione.

### Green Bay Packers
Williams giunse a un accordo contrattuale coi Green Bay Packers il 29 novembre 2006.

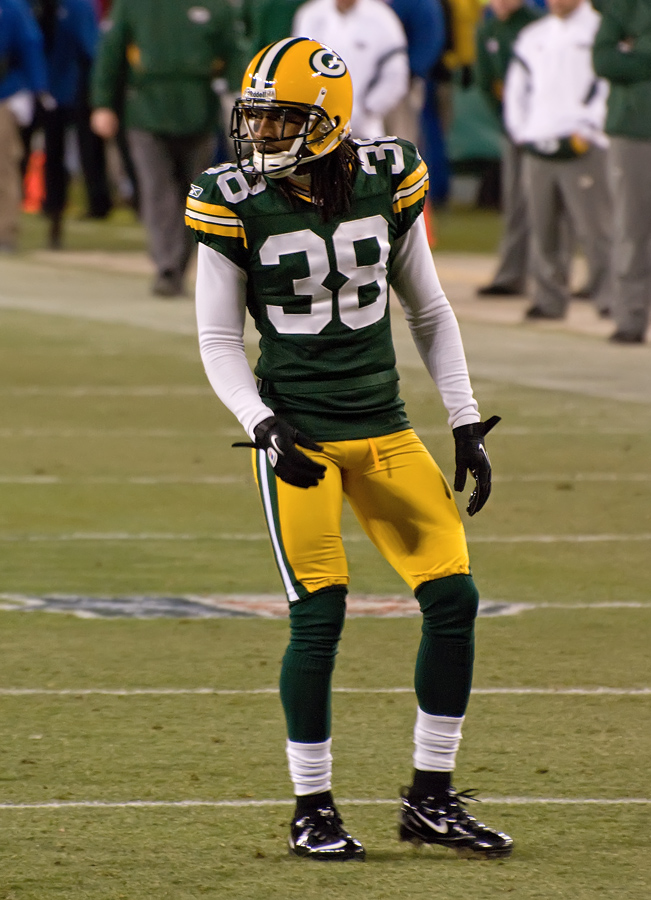
Williams nel 2011.

Dopo essere rimasto inattivo nel corso della stagione 2006, dal 2007 al 2009 si assicurò un posto fisso nel roster giocando come titolare un totale di 20 partite nell'arco di tre anni (19 delle quali nel 2008 e 2009). I suoi progressi furono tali che nel corso della stagione 2009 si assicurò il posto da titolare fisso al lato opposto dell'altro cornerback Charles Woodson, soppiantando Al Harris, infortunatosi a metà stagione. Quello fu il suo primo anno sotto la supervisione del nuovo coordinatore difensivo Dom Capers e dell'allenatore dei cornerback Joe Whitt Jr.
Dal momento che Harris non si era completamente ristabilito dall'infortunio al legamento crociato anteriore patito nell'annata precedente, Williams partì nuovamente titolare nella stagione 2010. Dopo un'ottima stagione regolare, Williams iniziò i playoff con un intercetto su Michael Vick nella end zone con 30 secondi rimanenti sul cronometro, assicurando ai Packers la vittoria sui Philadelphia Eagles nel primo turno della off-season. Nella seconda gara di playoff in trasferta contro gli Atlanta Falcons, Williams mise a segno due intercetti nel primo tempo. Il primo dei due salvò i Packers dal subire un probabile touchdown. Successivamente, con un minuto alla fine del secondo quarto e i Falcons intenti a cercare di portarsi nella posizione utile per calciare un field goal, Williams si avventò sul passaggio di Matt Ryan a Roddy White e corse per 70 yard fino a segnare il primo touchdown della carriera.
Il 20 gennaio 2011, Williams fu convocato per il suo primo Pro Bowl dopo l'infortunio del cornerback degli Eagles Asante Samuel. A causa della presenza dei Packers nel Super Bowl, dovette però rinunciare.
Il 6 febbraio 2011, giorno del Super Bowl XLV, Williams partì come titolare nella vittoria di Green Bay sui Pittsburgh Steelers 31-25 che riportò il Lombardi Trophy nel Wisconsin dopo 14 anni.
Nella stagione 2011, Williams giocò come titolare 15 gare terminando l'annata con i propri primati in carriera di tackle (64) e passaggi deviati (22) oltre a 4 intercetti. I Packers conclusero la stagione regolare col miglior record della lega, 15-1, ma non riuscirono a bissare il titolo dell'anno precedente a causa dell'eliminazione da parte dei New York Giants nel divisional round dei playoff.
Il 13 settembre 2012, nella seconda gara della stagione contro gli storici rivali dei Chicago Bears, Williams mise a segno due intercetti su Jay Cutler. La sua stagione si concluse giocando tutte le 16 gare come titolare, mettendo a segno 52 tackle e 2 intercetti.
Il primo intercetto della stagione 2013, Williams lo fece registrare nella settimana 10 contro gli Eagles mentre il secondo due settimane dopo contro i Lions, ma i Packers furono sconfitti in entrambi i casi. Tornò a mettere a segno un intercetto nella settimana 15 in trasferta contro i Dallas Cowboys coi Packers che passarono da uno svantaggio di 26-3 alla fine del primo tempo alla vittoria in rimonta per 37-36. Fu la prima vittoria di Green a Dallas dalla stagione 1989. Nel primo turno di playoff, i Packers al Lambeau Field disputarono una delle migliori prestazioni dell'anno ma furono infine sconfitti come l'anno precedente dai San Francisco 49ers, in una gara in cui Tramon intercettò Colin Kaepernick.

### Cleveland Browns
Il 16 marzo 2015, Williams firmò coi Cleveland Browns.

### Green Bay Packers
Nel 2018 Williams firmò per fare ritorno ai Green Bay Packers.

## Palmarès

### Franchigia
- Super Bowl : 1

Green Bay Packers: Super Bowl XLV
- National Football Conference Championship: 1

Green Bay Packers: 2010

### Individuale
- Convocazioni al Pro Bowl: 1

2010

## Statistiche
| Anno   | Squadra           | P   | PT | Tack | Ast | Sack | Int | Yard | Media | Max | TD | PD  | FF | FR |
| ------ | ----------------- | --- | -- | ---- | --- | ---- | --- | ---- | ----- | --- | -- | --- | -- | -- |
| 2006   | Green Bay Packers | 0   | 0  | 0    | 0   | 0    | 0   | 0    | 0.0   | 0   | 0  | 0   | 0  | 0  |
| 2007   | Green Bay Packers | 16  | 1  | 17   | 1   | 0    | 1   | 22   | 22.0  | 22  | 0  | 4   | 0  | 0  |
| 2008   | Green Bay Packers | 16  | 9  | 57   | 5   | 0    | 5   | 78   | 15.6  | 39  | 0  | 14  | 2  | 0  |
| 2009   | Green Bay Packers | 16  | 10 | 55   | 9   | 1    | 4   | 92   | 23.5  | 67  | 0  | 15  | 0  | 0  |
| 2010   | Green Bay Packers | 16  | 16 | 57   | 7   | 1    | 6   | 87   | 14.5  | 64  | 0  | 20  | 1  | 0  |
| 2011   | Green Bay Packers | 15  | 15 | 64   | 11  | 0    | 4   | 92   | 23.0  | 43  | 1  | 22  | 0  | 0  |
| 2012   | Green Bay Packers | 16  | 16 | 61   | 9   | 0    | 2   | 38   | 19.0  | 38  | 0  | 16  | 0  | 0  |
| 2013   | Green Bay Packers | 16  | 16 | 83   | 22  | 2.5  | 3   | 10   | 3.3   | 10  | 0  | 11  | 2  | 0  |
| 2014   | Green Bay Packers | 16  | 16 | 71   | 10  | 0.0  | 3   | 2    | .7    | 2   | 0  | 13  | 0  | 1  |
| Totale | Totale            | 127 | 99 | 465  | 74  | 4.5  | 28  | 423  | -     | 67  | 1  | 102 | 5  | 8  |